# Feichten an der Alz
Feichten là một đô thị thuộc huyện Altötting bang Bayern nước Đức